# The Scarborough Hospital

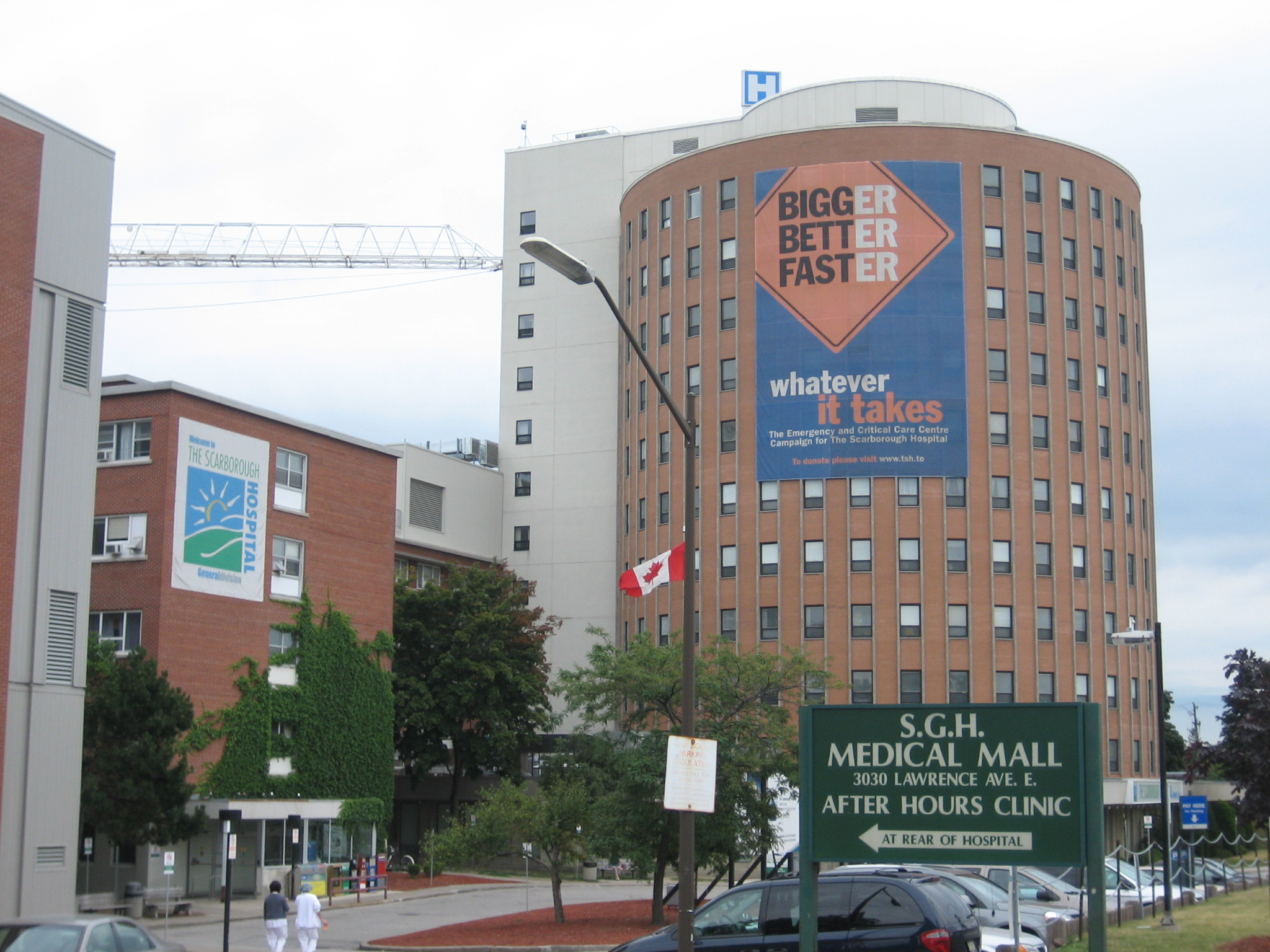
The Scarborough Hospital

The Scarborough Hospital (TSH) est un système des hôpitaux à Toronto. Les hôpitaux sont le Scarborough General Hospital et le Birchmount Campus.
En 1956 le Scarborough General Hospital a ouvert. En 1985 le Salvation Army Scarborough Grace Hospital a ouvert. En 1998 le système The Scarborough Hospital a ouvert. En 2009 Grace Hospital a changé son nom à Birchmount campus.